# Himeji
Himeji (jap. 姫路市, -shi) ist eine alte Burgstadt in der Präfektur Hyōgo in Japan. Sie wurde am 1. April 1889 zur Stadt erhoben.
Die Burg Himeji (Himeji-jō) gehört zu den nationalen Kulturschätzen Japans und wurde 1993 von der UNESCO als Weltkulturerbe anerkannt. Der Park um die Burg ist als einer der besonders schönen Orte für das Kirschblütenfest Hanami bekannt und zieht alljährlich zahlreiche Besucher an.

## Städtepartnerschaften
- Charleroi, Belgien – seit 1965
- Phoenix, USA – seit 1976
- Adelaide, Australien – seit 1982
- Curitiba, Brasilien – seit 1984
- Taiyuan, China – seit 1987
- Masan, Südkorea – seit 2000

## Verkehr
- Straße:
  - Sanyō-Autobahn
  - Nationalstraße 2, nach Osaka oder Kitakyūshū
  - Nationalstraße 29, 250, 312, 372, 436
- Zug: Bahnhof Himeji
  - JR San’yō-Shinkansen
  - JR San’yō-Hauptlinie
  - JR Kishin-Linie
  - JR Bantan-Linie

## Söhne und Töchter der Stadt
- Kiyose Ichirō (1884–1967), Rechtsanwalt und Politiker
- Akihisa Inoue (* 1947), Physiker
- Yasumasa Kanada (1949–2020), Mathematiker
- Mikinosuke Kawaishi (1899–1969), Judoprofessor
- Nonaka Kenzan (1615–1664), Administrator der Tosa-Domäne in der frühen Edo-Zeit
- Chōkitsu Kurumatani (1945–2015), Schriftsteller
- Ryōsuke Maeda (* 1994), Fußballspieler
- Aya Matsuura (* 1986), Sängerin und Schauspielerin
- Kenji Miyamoto (* 1978), Eiskunstläufer
- Mami Nagata (* 1987), Konzertorganistin
- Shiina Rinzō (1911–1973), Schriftsteller
- Ishimoto Shinroku (1854–1912), General
- Kagawa Shūtoku (1683–1755), Konfuzius-orientierter Arzt der mittleren Edo-Zeit
- Kenzō Takada (1939–2020), Modedesigner
- Kensuke Takezawa (* 1986), Langstreckenläufer
- Watsuji Tetsurō (1889–1960), Philosoph
- Sekiguchi Tsugio (1894–1958), Linguist und Schauspieler
- Kuroda Yoshitaka (1546–1604), Militärkommandant in der Sengoku- und Azuchi-Momoyama-Zeit

## Angrenzende Städte und Gemeinden
- Shisō
- Tatsuno
- Kasai
- Kakogawa

## Bildergalerie

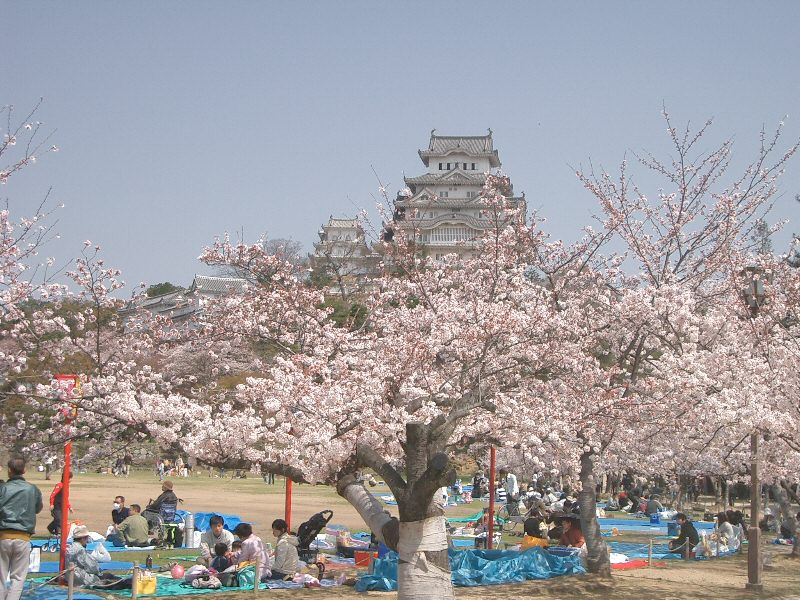
Hanami an der Burg von Himeji
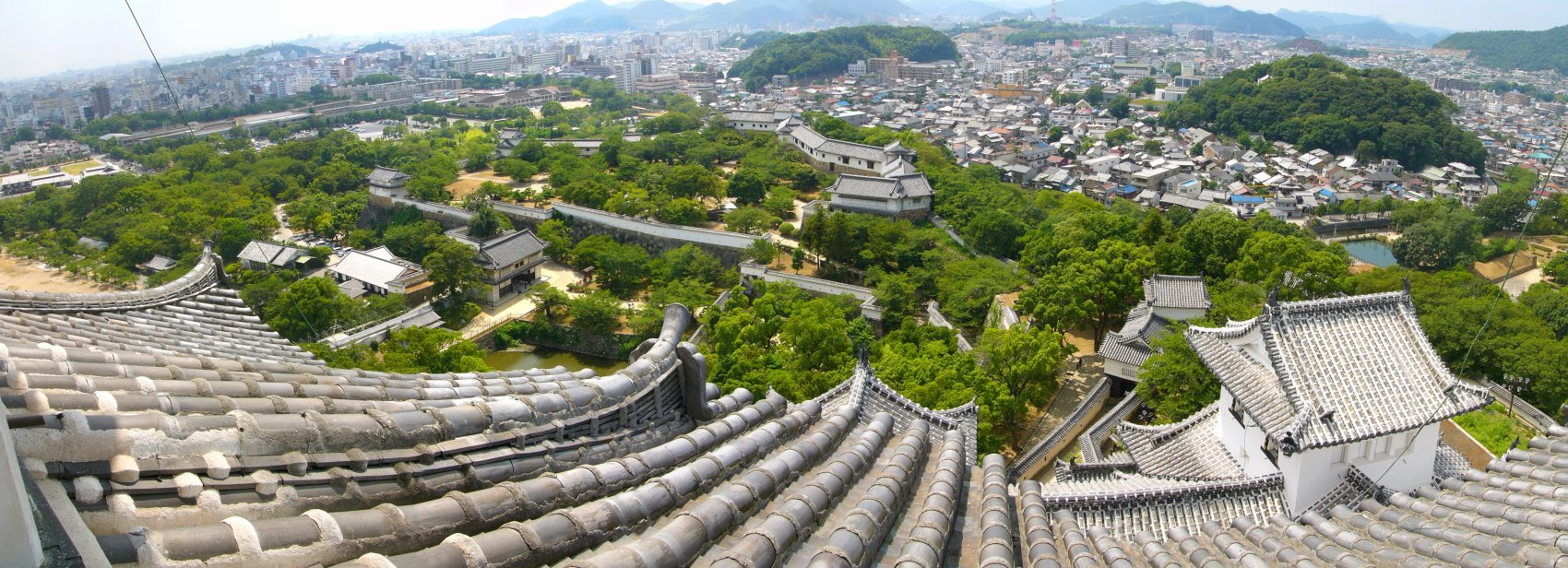
Blick von Himeji-jō auf Himeji
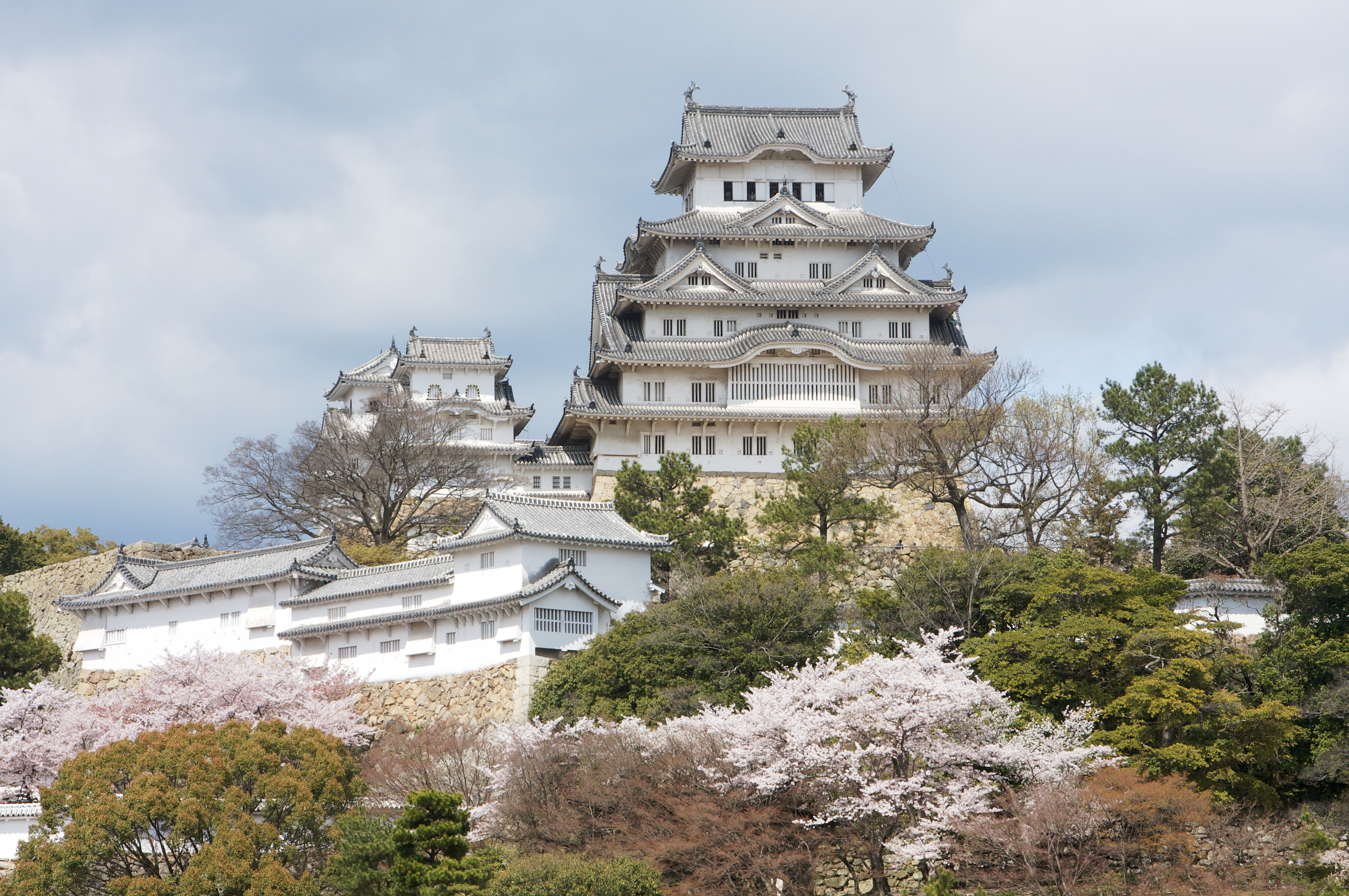
Blick auf die Burg
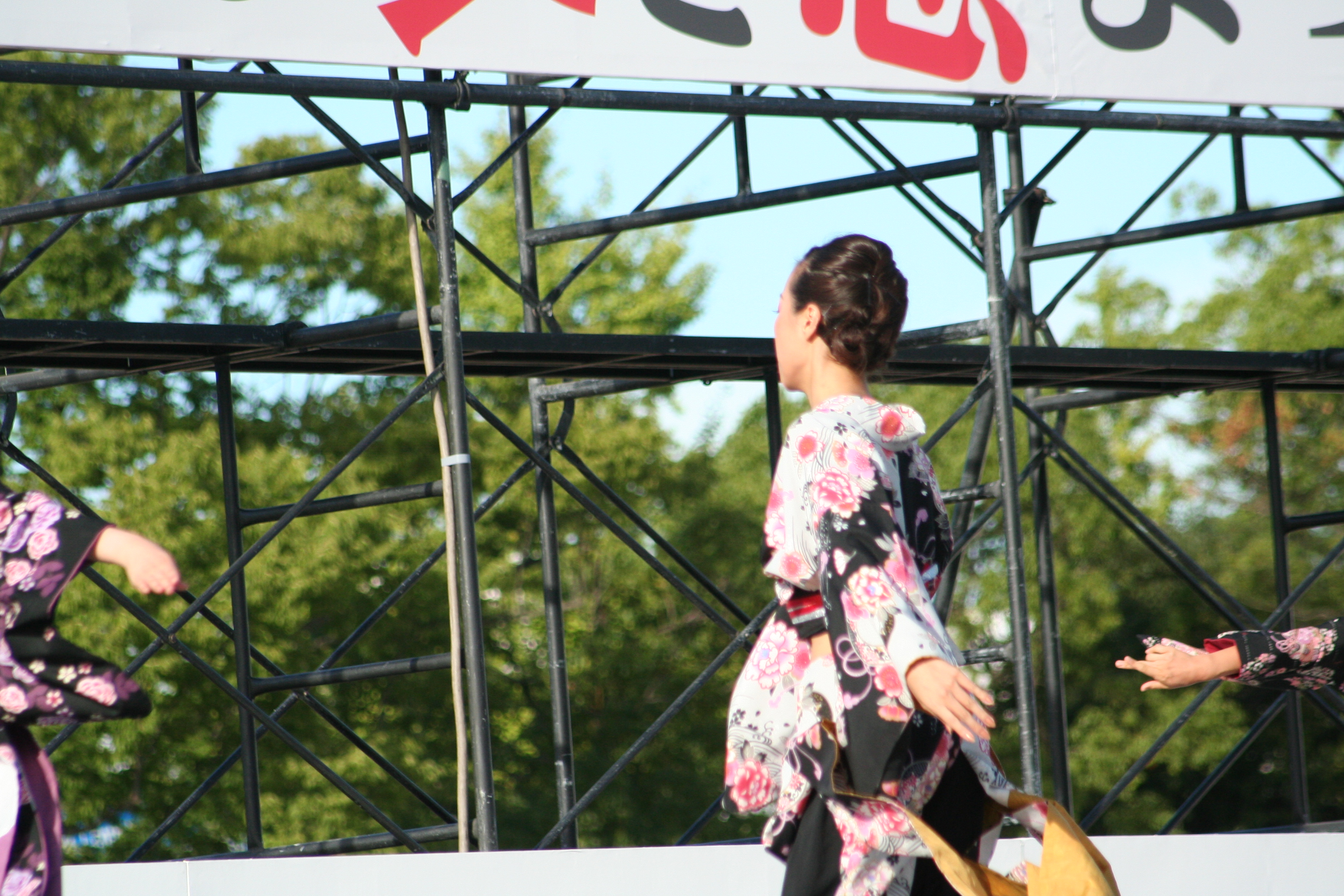
Yosakoi-Schlossfestival (August 2010)